# Wujek żółtaczek
Wujek żółtaczek (Empis livida) – muchówka z rodziny wujkowatych.

## Wymiary
Wujek żółtaczek osiąga 7–10 mm długości.

## Siedlisko
Naturalnym siedliskiem wujka żółtaczka są polany oraz zarośla krzewiaste.

## Tryb życia
Prowadzi drapieżny tryb życia, siada na kwiatach czekając na ofiary. Poluje głównie na larwy pryszczarków i mszyce. Larwy wujka żółtaczka rozwijają się w glebie i podobnie jak owady dorosłe, prowadzą drapieżny tryb życia.